# أوسكار توريس
أوسكار توريس (بالإسبانية: Óscar Torres) مواليد 18 ديسمبر 1976 في كاراكاس، هو لاعب كرة سلة فنزويلي. بدأ مسيرته الاحترافية في سنة 1997. يلعب في الدوري الفنزويلي لكرة السلة. يحمل الرقم 14. يبلغ طوله 6 قدم 5 بوصة (2.0 م). حقق المركز الثالث في بطولة أمم الأمريكتين لكرة السلة 2005.

## المسيرة الاحترافية
لعب مع هيوستن روكتس في موسم 2001–2002، ثم لعب مع غولدن ستايت ووريورز في موسم 2002–2003، ثم لعب مع باسكت نابولي في موسم 2003–2004، ثم لعب مع خيمكي في الدوري الروسي من سنة 2004 إلى 2007، ثم لعب مع نادي سسكا موسكو لكرة السلة في سنة 2007.

## الميداليات
| الميدالية | المسابقة                             |
| --------- | ------------------------------------ |
| برونزية   | بطولة أمم الأمريكتين لكرة السلة 2005 |

## إحصائيات المسيرة

### الرابطة الوطنية لكرة السلة

#### الموسم الاعتيادي
| السنة   | الفريق              | لعب | بدأ | دقيقة | ميداني% | ثلاثية | حرة  | ارتداد | صنع | استلاب | تصدي | نقطة |
| ------- | ------------------- | --- | --- | ----- | ------- | ------ | ---- | ------ | --- | ------ | ---- | ---- |
| 2001–02 | هيوستن روكتس        | 65  | 13  | 16.5  | .396    | .294   | .781 | 1.9    | .6  | .4     | .1   | 6.0  |
| 2002–03 | غولدن ستايت ووريورز | 17  | 0   | 6.4   | .444    | .538   | .700 | .7     | .2  | .2     | .1   | 3.1  |
| المسيرة |                     | 82  | 13  | 14.4  | .401    | .317   | .786 | 1.6    | .5  | .4     | .1   | 5.4  |

### الدوري الأوروبي
| السنة   | الفريق                     | لعب | بدأ | دقيقة | ميداني% | ثلاثية | حرة  | ارتداد | صنع | استلاب | تصدي | نقطة | أداء |
| ------- | -------------------------- | --- | --- | ----- | ------- | ------ | ---- | ------ | --- | ------ | ---- | ---- | ---- |
| 2006–07 | نادي سسكا موسكو لكرة السلة | 10  | 9   | 23.1  | .500    | .483   | .611 | 4.6    | .9  | 1.1    | .1   | 8.7  | 10.6 |
| المسيرة |                            | 10  | 9   | 23.1  | .500    | .483   | .611 | 4.6    | .9  | 1.1    | .1   | 8.7  | 10.6 |

## روابط خارجية
- أوسكار توريس على موقع الاتحاد الدولي لكرة السلة (الإنجليزية)
- أوسكار توريس على موقع الدوري الأوروبي لكرة السلة (الإنجليزية)
- أوسكار توريس على موقع إن بي أي (الإنجليزية)
- أوسكار توريس على موقع سبورتس رفرنس (الإنجليزية)
- أوسكار توريس على موقع كرة السلة الأوروبية.كوم (الإنجليزية)
- أوسكار توريس على موقع ريلجم (الإنجليزية)
- أوسكار توريس على موقع بروبوليرز (الإنجليزية)
- أوسكار توريس على موقع سبورتس رفرنس (الإنجليزية)